# 섬씽 이블
《섬씽 이블》(영어: Something Evil)은 미국에서 제작된 스티븐 스필버그 감독의 1972년 텔레비전 공포 영화이다. 샌디 데니스 등이 출연하였다. CBS를 통해 방영되었다.

## 줄거리
예술가 아내 마저리, 텔레비전 제작자 남편 폴, 어린 자녀 둘로 구성된 4인 가족이 사탄이 깃든 펜실베이니아주 농가로 이사한다. 마저리는 악령의 존재를 점점 분명하게 느끼지만 폴은 이사를 가자는 마저리의 통원을 무시한다. 전 집주인은 집이 수상하다고 한 뒤 죽고, 아이를 보호할 수 있는 상징들을 가르쳐 준 이웃도 크게 다친다. 폴이 네거티브필름에 찍힌 빛나는 안광, 그리고 아들에게 붙은 악령이 조장하는 폴터가이스트 현상을 직접 보고서야 가족은 집을 떠나게 된다.

## 출연진
- 샌디 데니스
- 대런 맥개빈
- 랠프 벨러미
- 제프 코리
- 조니 휘터커
- 존 루빈스타인
- 로리 헤이건
- 허브 암스트롱
- 마거릿 에이버리
- 노먼 바톨드
- 로이스 배틀
- 벨라 브럭
- 린 카트라이트
- 칼 고틀리브
- 엘리자베스 로저스
- 스티븐 스필버그

## 기타 제작진
- 협력 제작: 하비 렘벡
- 미술: E. 앨버트 헤숑
- 의상: 스티븐 로지